# Eukoenenia gasparoi
Eukoenenia gasparoi är en spindeldjursart som beskrevs av Bruno Condé 1988. Eukoenenia gasparoi ingår i släktet Eukoenenia och familjen Eukoeneniidae. Inga underarter finns listade i Catalogue of Life.